# Pleopeltis masafuerae
Pleopeltis masafuerae är en stensöteväxtart som först beskrevs av Rodolfo Amando Philippi, och fick sitt nu gällande namn av De la Sota. Pleopeltis masafuerae ingår i släktet Pleopeltis och familjen Polypodiaceae. Inga underarter finns listade.